# 대한민국의 역사
이 문서에서는 대한민국의 역사에 대해 설명한다
1919년 상하이에서 수립된 대한민국 임시정부로부터 1948년 5월 10일 총선거를 통해 제헌국회가 구성되었고, 1948년 8월 15일에 이승만을 초대 대통령으로 하는 대한민국 정부 수립되었다. 하지만, 국민의 당파성과 미∙소의 한반도 분할 정책, 한국 전쟁에서의 중국인민지원군의 참여로 인해,  압록강까지 진격했던 국군은 아쉽게 후퇴해야 했으며, 미 공군이 북한에 대한 중공군의 지원을 끊기 위해 압록강철교를 폭파하였고, 남북이 분단되어 통일 국가를 세우지 못하였다. 특히, 6∙25 전쟁을 겪으면서 분단은 더욱 고착화되고 기반시설은 거의 대부분 초토화되어 남북 사이의 상호 불신이 깊어 갔다.
그러나 전쟁으로 인한 참상을 복구하고 1960년대 이후 유례없는 고속 성장을 이룩하며 북한의 경제 수준을 추월하는 등 대한민국은 중진국으로 변모하였다. 광복 후에 대한민국은 많은 어려움 속에서도 경제 발전을 이룩하였는데, 이는 커다란 사회 변화를 가져왔다. 농업 사회에서 공업 사회로, 다시 정보화 사회로 발전하면서 사람들의 생활양식과 가치관도 많이 변하였다. 4∙19 혁명과 부마민주항쟁, 5·18 광주 민주화 운동, 1987년 6월 항쟁 등 수많은 민주화 운동으로 독재정권이 종식되고, 권위주의적 정치 문화가 점차 극복되며, 사회의 민주화도 꾸준히 이루어졌다.

## 시대 구분
1919년-1948년의 대한민국 임시정부 기간 이후 1948년 대한민국 정부 수립으로부터 대한민국의 역사가 시작된다. 이승만 대통령의 제1공화국으로부터 1987년 이후의 제6공화국 체제까지 총 여섯 대의 공화국으로 대한민국의 역사는 구분된다. 공화국의 차수는 대체로 헌법의 개헌 횟수에 따라 결정된다. 다만 1987년부터 대통령의 5년 단임제를 골자로 한 제6공화국 헌법이 30년 이상 유지되고 있기에 제6공화국부터는 각 정부별로 시기를 구분하는 것이 일반적이다. 또 노태우 정부 이후로는 모두 제6공화국에 속하지만, 제6공화국이라고 할 경우 대체로 노태우 정부만을 의미하는 경우가 가끔 있다. 노태우 정부 이후 제6공화국의 각 행정부를 부르는 명칭은 대통령들의 결정에 따른다.
2017년 기준으로 대통령의 직무 수행과 책임 정치 구현을 보장하지 못한다는 지적에 따라, 대통령직의 4년 중임제를 골자로 한 개헌 논의가 대두되고 있다.
| 공화국 차수 | 정부 형태   | 특징                                                          | 비고 |
| ----------- | ----------- | ------------------------------------------------------------- | --- |
| 제1공화국   | 대통령제    | 간선제에서 직선제로 개헌, 중임 제한 폐지                      | - 국회의원에 의한 간접 선출제(1948 - 1952) - 대통령, 부통령이 존재하였다. - 사사오입 개헌 이후 초대 대통령의 영구 집권이 가능한 독재 체제였으며 4.19 혁명으로 붕괴 |
| 제2공화국   | 의원 내각제 | 양원제(민의원과 참의원) 채택, 국무 총리가 실권 장악           | - 4.19혁명으로 수립된 민주 공화국, 5.16 군사정변으로 붕괴 - 국회는 상원인 참의원과 하원인 민의원으로 구분 - 국회의원에 의한 대통령 간선제                          |
| 제3공화국   | 대통령제    | 4년 중임(1번), 직선제                                         | - 의원 내각제와 부통령제 폐지, 양원제 국회를 단원제로 환원 - 대통령 직선제(1963 - 1971)                                                                            |
| 제4공화국   | 대통령제    | 유신 헌법, 통일주체국민회의 간선제 (임기 6년, 중임 제한 폐지) | - 대체로 박정희 대통령의 독재 정권유지를 위한 개헌이라는 평가 - 통일주체국민회의에 의한 대통령 간선제                                                              |
| 제5공화국   | 대통령제    | 7년 단임, 간선제                                              | 선거인단에 의한 대통령 간접 선출. 전두환 대통령을 포함한 신군부 세력의 독재 정권유지를 위한 개헌이라는 평가                                                        |
| 제6공화국   | 대통령제    | 5년 단임, 직선제                                              | - 현행 체제. 6월 항쟁의 결과 6.29 선언발표 - 대통령 직선제(1987년 이후)                                                                                            |

## 정치사
대한민국의 정치사는 험난한 여정의 연속이라고 표현할 수 있다. 1919년 3.1 운동 이후, 대한민국 임시정부를 포함해 여러 독립 운동 세력들이 치열한 독립 운동을 전개하였으나 "자유시 참변" 이후 역량은 많이 쇠퇴한 상황이었다. 임시정부의 경우 한국 광복군을 조직하여 연합군에 참여해 보려 하였으나, 일본의 이른 패망으로 국내 진공 작전을 수행하지 못하였고, 공산계 포함 국외의 망명단체나 조선 내부적으로 독립을 쟁취할 역량은 부족했고 연합군(정확히는 미국과 소련)의 공세에 의해 일본이 무조건 항복을 함으로써 해방을 맞이한다. 이후 들어온 미·소 양 국가는 한반도를 분할하여 한국에 정부가 세워지기 전까지 통치하였으며 이는 결국 남북에 두 개의 정부가 세워지게 되는 결과로 이어진다. 결국 한국 전쟁이 일어나고야 만다. 전후에는 정치, 경제가 모두 혼란에 빠졌다. 이후 군부 독재가 시작되며 경제는 비약적으로 발전하게 되기는 하나, 정치적으로는 계속 억압된 상태였기 때문에 민중의 민주화 요구는 계속되었다. 결국엔 군부가 물러나고, 민간인 대통령이 들어오면서 민주화에 시동을 걸었으며 경제적으로도 IMF 위기라는 어려움을 겪었으나 어려움을 극복하고 지속적으로 발전해 나가고 있다. 대한민국 정부 수립 초기부터 전두환 정권 시절까지 정치적인 목적으로 계엄령을 자주 선포하였고, 정부가 약화될 때마다 군부에 의한 쿠데타가 발생하였다. 독재 정권 하에서는 민주주의가 올바르게 정착되지 못하였다. 전두환 정권 시기에는 대통령 간접선거제도를 채택하고, 광주민주화운동과 같은 민주화 요구에 대해 가차없는 탄압이 자행되었다. 각계각층의 대중들이 참여한 1987년 6월의 민주 항쟁으로 대통령 직접선거제도를 공약한 6.29 선언을 이끌어 내어 이후 민주화가 상당히 진전되었다.
대한민국의 현대사는 시대에 따라 다음과 같이 구분할 수 있다.

### 임시정부기의 대한민국

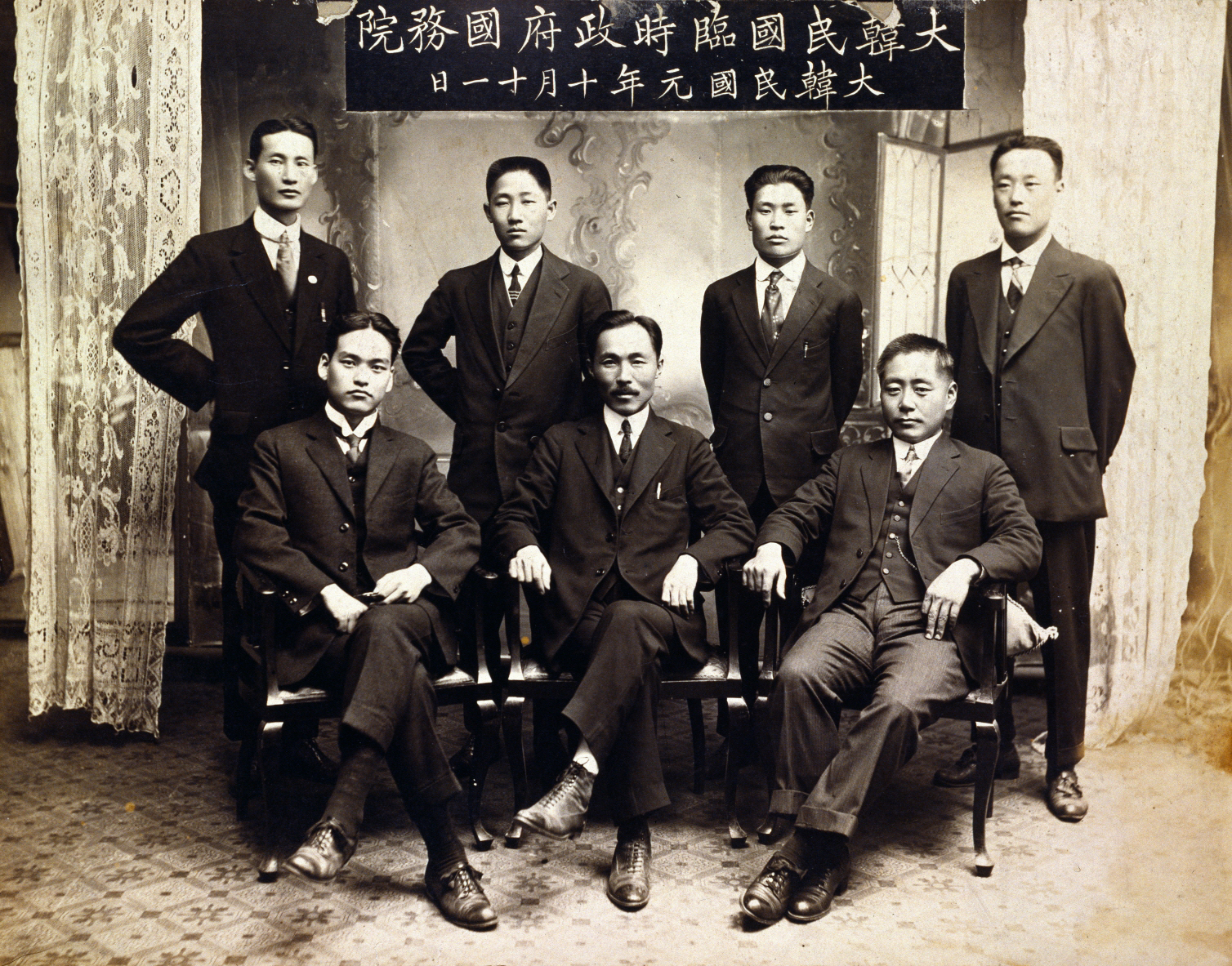
대한민국 임시정부 국무원 기념 사진(1919년 10월 11일).

1897년 고종이 수립한 대한제국이 무너지면서 주권을 상실하다가 1919년 4월 11일 임시의정원(臨時議政院)을 구성하여 각도 의정원이 모여 임시헌장 10개조 채택하면서 4월 13일 황제국가인 대한제국이었다가 국민국가인 대한민국(임시정부)으로 바뀌게 되었다. 임시정부의 구성원은 임시의정원 의장 이동녕(李東寧), 국무총리 이승만(李承晩), 내무총장 안창호(安昌浩), 외무총장 김규식(金奎植), 법무총장 이시영(李始榮), 재무총장 최재형(崔在亨), 군무총장 이동휘(李東輝), 교통총장 문창범(文昌範) 등으로 구성되었다. 임시정부 초기에는 대통령제를 채택하였다. 그러다 국무원제를 운영하였으며, 이후 의원내각제가 정부형태가 되었다. 대한민국은 1920년대 이후에 활발한 독립운동을 전개한다. 

청산리 전투 당시의 한국 독립군(1920년)

그 때 만주에서는 한국 독립군들이 일본과의 전투에서 승리하게 된다. 대표적인 전투가 청산리 대첩과 봉오동 전투이다. 그러나 일본은 간도 참변을 일으켜 많은 한국인을 학살하였다. 1920년 12월 8일 임시정부에서 위기가 찾아왔다. 이승만이 대통령 취임을 위해 상하이로 들어오자 독립운동가들은 이승만의 독단적인 구미 위원부 설치 건과 국제연맹 위임 통치 건에 반대하였는데, 특히 러시아 연해주 거류 동포사회에서 조직된 대한국민의회가 임시정부에 통합되며 그들의 대표로 국무총리가 된 이동휘는 미국교포의 독립자금을 축내며 외교운동으로 신탁통치를 주장하는 이승만이 대통령을 맡는 것에 대하여 반대한다며 국무총리직을 사임하였다. 그리고 이승만에 반대하는 신채호 등이 이탈하자 임시정부는 혼란에 빠졌다. 안창호는 코민테른 자금을 임시정부에서 사용하는 것을 반대하였고, 이동휘는 고려공산당을 만드는데 이 자금을 사용하여 이승만을 견제하였다. 이승만은 혼란을 수습하는 것이 불가해지자 다시 미국으로 떠나버렸다. 
반임시정부적인 군사통일 촉성회의 국민대표회의 개최 주장이 호응을 얻자 임시정부는 국민대표회의를 소집할 계획을 세웠고, 이를 위하여 안창호와 김규식이 내각에서 사퇴하였다. 이승만이 임시의정원을 통해 대통령직에서 탄핵되고, 뒤이어 취임한 박은식은 대통령제를 국무령제로 고친 뒤 사임하였으며, 초대 국무령 이상룡이 서간도에서 상하이로 왔지만 내각 조직에 실패하여 다시 서간도로 돌아갔다. 그 뒤, 1925년 2월 양기탁을 국무령에 천거하였으나 사퇴하였고 5월 안창호를 국무령으로 천거하였으나 사양하여 의정원의장 이동녕이 국무령을 맡게 되었다. 홍진이 제3대 국무령으로 뽑혀 진강으로부터 상하이에 와서 취임하였으나 역시 내각 조직에 실패하였다. 
김구는 국내, 만주와 연락이 되지 않자 미주 동포들에게 편지를 써서 독립운동 자금을 모금하였다. 시카고의 김경이 이끄는 공동회, 하와이의 안창호를 비롯한 여럿, 미주에서는 국민회를 중심으로 김호 등, 멕시코의 김기창과 이종오, 쿠바의 임천택 등, 동지회의 이승만을 비롯한 여럿이 모금에 참여해 주었다. 이러한 미주 동포들의 호응을 바탕으로 1931년 김구는 보다 직접적인 항일 투쟁을 추진하기 위해 특무 조직인 한인애국단을 조직하였다. 김구는 1932년 1월 8일 이봉창을 시켜 일왕 히로히토에게 폭탄을 던졌으나 암살에는 실패하였다. 또한 이덕주와 유진식을 국내로 파견하여 조선총독 암살을 지시하였으며, 유상근과 최흥식을 만주로 파견하여 관동군 사령관, 관동청 총재 등의 암살을 지시하였다. 
이어 상하이사변이 터지고 상하이 훙커우 공원에서 승전기념 및 천장절 행사가 열리자 윤봉길로 하여금 폭탄을 던지게 하여 시라카와 요시노리를 비롯한 일본군 고관들을 암살하였다. 이봉창과 윤봉길 의거의 주모자로 수배된 김구는 상하이를 떠나서 숨어지내야 했으나 남경으로 옮긴 중화민국 정부는 이를 계기로 김구와 임시정부를 적극 지원하게 되었다. 피신한 김구는 1933년 중화민국의 장제스를 만나 항일 전선 협력에 합의한다. 그러나 중일 전쟁의 발발로 임시정부는 항주와 진강, 장사, 광주 등을 거쳐 1940년 충칭으로 본거지를 옮기게 된다. 충칭에 자리잡은 임시정부는 중국 국민당의 도움을 받아 한국 광복군 총사령부를 창설하고, 태평양 전쟁이 발발한 1941년 연합군에 가담하여 제 2차 세계대전에 참전하고(실제 교전은 없었음), 일본에 선전포고하지만 한국 광복군이 미처 국내로 들어가기 직전에 일본의 항복으로 해방을 맞이하게 된다.

### 군정기와 정부 수립

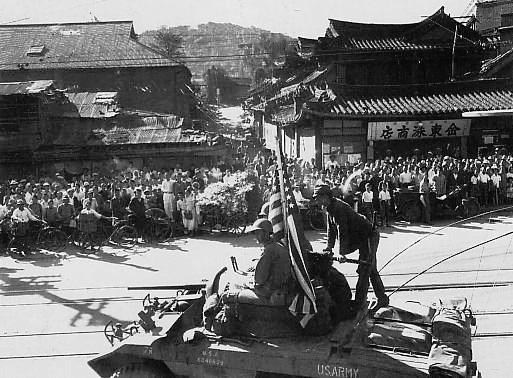
한반도에 입성한 미군.

광복 이후 정치적 혼란과 무질서 속에 있던 한반도는 얄타 회담(1945년 2월)에서 이루어진 비공식적 합의에 따라 소련과 미국의 영향권 하에 들어가, 한반도의 북위 38도선을 경계로 북쪽에는 소비에트 사회주의 공화국 연방(소련)의 영향 하에, 조선민주주의인민공화국이, 남쪽에는 미국의 원조 아래 대한민국이 국가적 모습을 갖추게 되었으며, 이 기간 동안 한반도에서는 좌우익 세력 간 수많은 정치 단체들이 조직되어 이합집산하였다. 1945년 12월, 미국, 영국, 소련 3국의 외상들은 한반도 문제에 대해 논의하였다. 그 결과, 임시정부 수립과 이를 지원하기 위한 미소공동위원회의 설치, 강대국에 의한 잠정적인 신탁 통치에 합의하였다. 그러나 이 신탁 통치는 국내에서 동아일보 3상결정 왜곡 보도로 촉발되어 좌우간 갈등이 심화되었다. 우익들은 3상 결정을 신탁통치결정으로 보고, 신탁통치 반대 운동을 전개하여 남조선 대한 국민 대표 민주 의원을 결성하였다. 거기다 이승만과 한민당 세력은 반탁 운동을 반소, 반공 운동으로 확대하였다. 반면에 좌익들은 3상 결정을 임시정부 수립으로 보고, 처음에는 반탁운동을 하였으나, 후에 3상 결정문 전문을 입수한 뒤에는 민주주의 민족 전선을 결성하고 모스크바 3상 회의 총체적 지지 운동을 전개해 나갔다.

1946년 10월 28일 좌우합작운동 시사만평. 극좌세력과 극우세력이 합작을 방해하는 것을 풍자하고 있다. 그림에서 악수하고 있는 왼쪽 인물은 여운형, 오른쪽 인물은 김규식.

 이에 따라 여운형, 김규식, 안재홍 등 중도파계열이 좌우합작운동을 전개하였다. 미 군정도 자기 기반 강화를 위해 중도파를 중심으로 정계 개편을 시도하려는 목적으로 이를 지원하였다. 그에 따라 좌우 합작 위원회가 결성되고 좌우 합작 7원칙에 합의하였다. 김구 계열은 이를 지지하였고, 이승만 계열도 조건부 찬성을 하였으나, 김성수와 한민당 계열과 남로당파에서 불참하고, 여운형의 사망으로 구심점이 상실하면서 이승만, 김구 등이 이탈하면서 1947년 12월에 해체되었다. 1947년에 제2차 미소공동위원회가 개최되었지만, 역시 협상의 진전은 전혀없이 양측의 입장만 확인한 채 완전 결렬되었다.
미국은 한반도의 문제를 유엔으로 이관하였다. 그 시기에 김규식과 김구가 주도하여 남북협상을 개최하고자 하였으나 이 역시 진전이 없이 좌절되었다. 유엔에서 제안한 남북한 총선거 실시가 북측에 의해 거부되자 1948년 5월 10일, 남한만의 총선을 치르게 되었다. 김구 등 일부 민족주의 인사들은 남한만의 단독 선거에 반대하여 선거 불참을 선언하였고, 제주도에서는 단독선거를 반대하는 4·3 사건이 발생하였다. 제주도 진압 명령을 받은 여수주둔의 국방군에서는 진압명령을 거부한 여순사건이 벌어지기도 하였다. 혼란한 가운데 치루어진 선거를 통해 제헌국회와 대통령이 선출되었으며, 유엔은 대한민국을 합법정부로 인정하였다. 북측에서는 공산주의 지배 체제를 확고히 한 뒤에 1948년 9월 9일 조선민주주의인민공화국이 수립되었다.
1948년 5월 10일, 제헌 의원 총선거가 실시되어 제헌 국회가 탄생하였고, 같은 해 7월 17일에는 초대 헌법인 대한민국 제헌 헌법이 구성되었다.
7월 22일에는 국회의 간접 선거에 의해 이승만이 대한민국 초대 대통령, 이시영이 대한민국 초대 부통령으로 선출되었고, 8월 15일 대한민국 정부 수립이 선포되었다.

### 제1공화국
제1공화국은 1948년 7월 17일에 제정된 헌법에 의해 같은 해 8월 13일에 수립되어 1960년 4·19 혁명으로 붕괴되기 전까지의 시기로 대한민국 최초의 정식 공화 헌정 체제이다. 집권 여당은 자유당이다. 1948년 유엔(UN)의 결의에 따라 남한에서만 5·10 총선거가 실시되어 대한민국 제헌 국회가 구성되고 자유민주주의 공화국 체제의 헌법이 제정되었다. 이어 8월 15일 대한민국 제헌 국회에서 간접 선거 방식으로 대통령으로 선출된 이승만이 정부를 구성하여 대한민국 정부 수립을 국내외에 선포하였다.
정부수립 초기에는 국내 질서 확립과 일제강점기의 잔재 청산이 시급한 과제였다. 이승만 정부는 반공 정책 강화와 농지 개혁 등을 통해 미군정 시의 혼란을 극복하는 듯 보였다. 하지만 정부 수립을 전후 한 시기에 좌익과 우익 간의 대립이 격화되어 제주 4·3 항쟁과 여순 14연대 반란사건이 연달아 일어났고 그에 따른 혼란은 여전하였다. 이승만 정부는 이러한 좌익과 우익 간의 갈등을 극복하고 사회 질서를 확립한다는 명분으로 국가보안법 제정, 반공주의 정책을 내세웠다.
한편, 친일파 청산 요구는 광복 직후부터 거세게 일어났다. 그러나 미군정의 친일 관리와 친일 경찰의 중용으로 이들은 도리어 고위 관리가 되어 국가의 요직을 차지하거나 민족 지도자 행세를 하였다. 정부가 수립되자 친일파를 처벌해야 한다는 여론이 다시 높아져 이에 힘입어 국회의 무소속 인사가 중심이 되어 1948년 9월 친일파의 공민권을 제한하고 처벌하는 내용의 반민족 행위 처벌법을 제정하였다. 그리고 1949년에 반민족행위특별조사위원회(반민특위)를 구성하고 반민특위 직속의 특별 경찰대를 설치하였다. 반민특위는 일제의 통치에 적극적으로 협력한 이광수나, 일제 특별 고등 경찰 출신으로 독립 투사를 고문하고 일제의 서훈을 받은 노덕술, 박흥식, 최남선, 최린 등을 체포하였다. 그러나 이승만 정부의 미온적인 태도와 국회 프락치 사건 등의 방해 공작이 있었고, 무장한 경찰들의 반민특위 습격 사건에 의해 반민족행위특별조사위원회는 활동은 지지부진하였고, 한국 전쟁 중 반민법이 폐지되면서 반민특위는 와해되었다. 이로써 대한민국은 일제 강점기 잔재 청산에 실패하였다. 이로써 친일파 청산이 미완의 과제로 남는 데에 영향을 끼쳤다.
일제의 토지조사사업과 산미증식계획으로 한국의 농민들은 절대다수가 소작농이었다. 그리고 조선민주주의인민공화국의 토지 개혁이 대한민국에 알려지게 되면서, 대한민국의 공산화 분위기 저지를 위해 농지개혁의 요구가 일어났다. 이에 따라 대한민국 정부는 1949년 농지개혁법을 제정, 유상매입, 유상분배하는 방식으로 하였다. 그러나, 초기에는 농민들과 지주들 양측으로부터 비판받아 다음해 1950년 3월에 개정하였다. 그러나 이때 곧바로 한국 전쟁이 발발함에 따라 농지개혁법이 전면 실시는 지연됨으로써, 1953년이 돼서야 본격적으로 시행을 하여 개인에 불하하도록 실시한다.

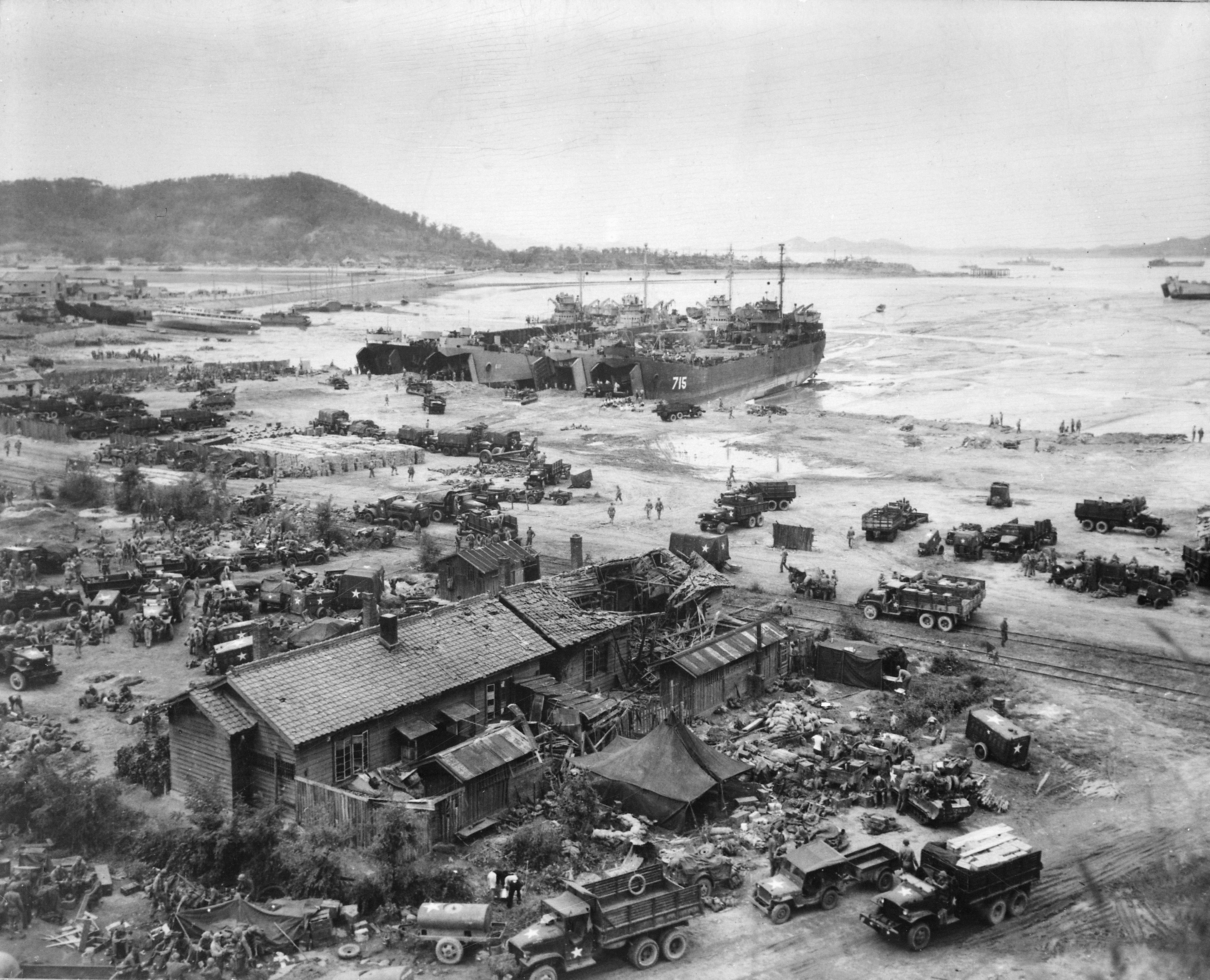
인천 상륙 작전

이런 와중에 1950년 한국 전쟁이 발생하게 된다. 1950년 6월 25일 새벽 4시에 조선민주주의인민공화국의 기습 침공으로 시작된 한국 전쟁은 한반도 전체와 전국민에게 엄청난 피해를 안겨 주었다. 내부적인 문제로는 앞서 언급한 좌익 게릴라 활동, 실업과 물가 폭동 등의 사회 혼란이 그 원인이며, 외부적인 원인으로는 미군의 철수와 한국이 태평양 방위선에서 제외된 애치슨 선언 등이 있다. 이러한 안팎의 혼란을 틈타 조선민주주의인민공화국은 1950년 6월 25일, 소련과 중화인민공화국의 지원 아래에 남침을 강행하였다. UN은 이러한 이들의 행위를 불법 침략 행위로 간주하고 미국을 중심으로 하여 16개국으로 구성된 유엔군을 파견하였다. 처음에는 대한민국의 극한 열세로 전쟁 3일만에 서울이 함락되고, 몇 달 뒤에는 낙동강 근처까지 밀렸으나, 그 해 9월 15일 인천상륙작전을 통해 전세를 역전하며 한때 압록강 부분까지 다다랐다. 그러나 중국군의 개입으로 전세는 다시 바뀌어 서울을 다시 뺏기기도 하였으나, 그 이후에는 전쟁이 끝난 1953년까지 휴전선 일대에서 교착 상태에 빠졌다. 이후, 휴전 회담이 전개되어 유엔군과 조선인민군, 중공군 사이에 1953년 7월 27일에 휴전 협정이 체결되었다. 이 전쟁으로 대한민국의 거의 모든 기반 시설이 파괴되고 국토가 초토화되며 이산가족과 고아의 발생하는 등의 후유증을 불러왔다. 전후에도 이승만의 독재는 계속되었다.
처음 제1공화국은 대통령제를 채택하였다. 이후 이승만 정부는 경제 관료를 양성하면서 국토재건사업, 삼백산업 발달 등을 진행하였다. 하지만 이 과정에서 이승만 개인의 집권욕 등으로 인해 외형적으로는 대통령제이면서 속내는 의원 내각제적 요소가 그대로 남은 기형적 헌법이 탄생한다. 독재 정치를 위해 여러 번 헌법이 바뀌었는데, 한국 전쟁 중에 이승만 정부는 정권 연장을 위해 발췌 개헌을 통과시켰고, 1954년에는 서울대 수학 교수까지 동원하며 사사오입 개헌을 통과시켰다. 또 1958년에는 진보당 당수이자 정치적 라이벌인 조봉암에게 간첩 혐의를 뒤집어 씌워 사형시켰다. 이러한 이승만 정부의 노골적인 집권욕은 3·15 부정선거까지 이어졌다. 3.15 부정선거는 부통령 선거로 출마한 이기붕 당선을 위해 조직적으로 부정투표한 선거였는데, 이에 반발하여 학생을 중심으로 시작한 시위는 수많은 국민들까지 가세하여 4·19 혁명을 일으켰고, 이승만 정부는 무너지고, 허정을 수반으로 하는 과도 정부가 수립되었다.

### 제2공화국
제2공화국(第二共和國)은 1960년 4·19 혁명으로 제1공화국이 붕괴된 후, 6·15 개헌에 의해 설립된, 대한민국 역사상 유일의 내각제 기반 공화 헌정 체제이다. 의원내각제는 참의원(상원의원)과 민의원(하원의원)으로 양원제로 구성되었다는점이 특징이다. 대통령은 윤보선, 국무총리는 장면이었다.
이승만의 독재 정치와 3·15 부정선거로 인하여 대통령제의 폐해를 경험한 국민들 사이에서 의원 내각제와 민의원과 참의원으로 나뉘는 양원제 국회를 기초로 한 개헌에 공감하는 분위기였다. 결국 과도 정부는 내각 책임제와 양원제 국회를 골자로 하는 헌법을 개정하였다. 이 헌법은 오늘날 대한민국 정치사에 있어서 유일한 양원제를 채택한 것에 의의를 둔다. 이 헌법에 따라 총선거가 실시되어 윤보선을 대통령으로 하고, 민주당의 장면을 총리로 하는 장면 내각이 성립되었다. 장면 내각은 사회 질서를 안정시키고 국가의 안보 체제를 확립하면서 경제와 사회의 발전을 통하여 국력을 신장하고, 한민족의 숙원인 평화적 통일 정책을 내세웠다. 하지만 민주당 내에서 구파, 신파로 나뉘어 파벌 다툼이 일어졌고, 국민들의 연일 계속된 민주화 요구 시위에 대해 장면 내각은 적절히 대처하지 못했고, 5·16 군사 정변이 일어난 원인이 되었다.

### 군사 정부 시기

#### 5·16 군사 정변

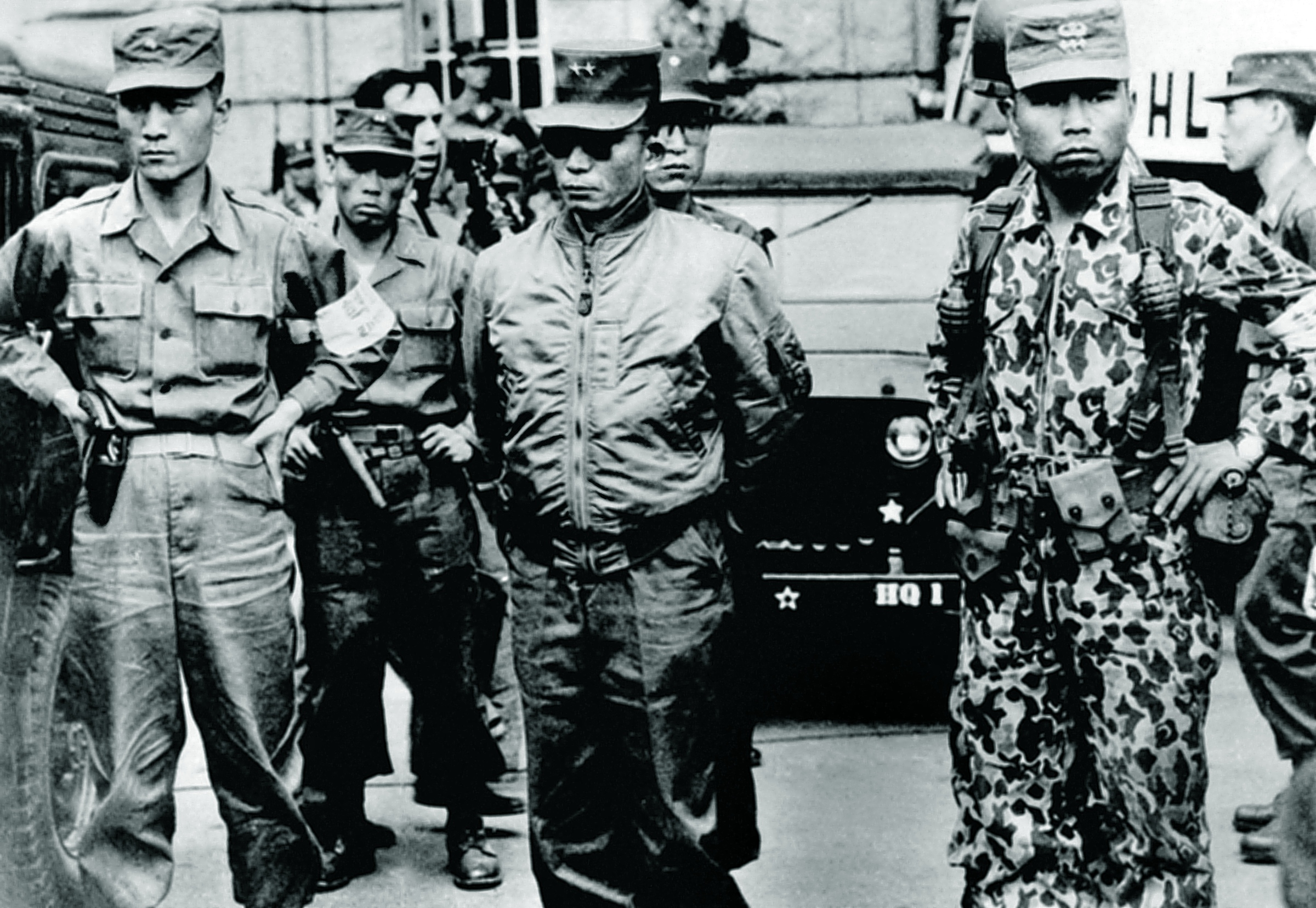
1961년 5.16 군사정변 당시 박정희.

5·16 군사정변은 1961년 5월 16일, 제2군사령부 부사령관 소장 박정희 주도하에 육군사관학교 8기생 출신 보병대, 6군단 포병대 등 군부세력이 사회의 혼란을 구실로 일으킨 군사정변이다.
정변 당일, 정변의 주도 세력은 "군사혁명위원회"를 설치하고, 장도영을 의장으로 하고, 박정희는 부의장으로 취임하였다. 이들은 5월 18일에 군사혁명위원회를 '국가재건최고회의'로 개칭, 설치하고 초대 위원장에 장도영, 부위원장에 박정희가 취임하였으며 입법·사법·행정의 3권을 행사하게 하였다. 첫 번째 군사내각은 5월 20일에 발표되었으며, 7월 3일 장도영이 퇴진하고 박정희가 국가재건최고회의 의장에 취임하였다. 1962년 3월 22일 대통령 윤보선이 하야하였다. 1963년 12월 17일 제3공화국이 수립되면서 국가재건최고회의는 해산되었다.
군부 세력은 헌정을 중단시키고 국가 재건 최고 회의를 구성하여 반공 강화와 민생 안정 등을 표방한 혁명 공약을 발표한 뒤 군정을 실시하였다. 이들 군부 세력은 '곧 정권을 내놓고, 민간정부에 이양하겠다.'고 공언을 했다. 그러나 이들은 민정 복귀의 약속을 저버린 채 자신들의 권력을 무한정 늘리려 애를 썼다. 민주공화당을 창당하고, 다시 제1공화국처럼 강력한 대통령 중심제와 단원제 국회의 권력 구조로 헌법을 개정하고 제3공화국을 탄생시켰다. 새 헌법에 따라 1963년에 실시된 대통령 선거에서 박정희는 군복만 벗은 채로 출마하여 당선되었다.

#### 제3공화국
제3공화국은 1961년 5·16 군사정변에 의한 1년 7개월 간의 군정 이후 1962년 12월 17일 국민 투표로 확정된 개정 헌법에 의해 설립된 공화 헌정체제이며, 대통령은 박정희였다. 박정희 정부는 조국 근대화의 실현을 국가 정책의 주요 목표로 삼고 경제 개발 5개년 계획을 추진하여 공업을 발전시키고 수출을 비약적으로 증대시키는 등 획기적인 고도의 경제 성장 정책을 추진하였다. 그리고 베트남 전쟁의 월남파병을 통해 전쟁특수를 노리기도 했다. 또한 1965년 한일 협정을 통해 일본과의 국교를 정상화하였다. 그러나 위안부, 독도 문제 등 여러 가지 문제를 해결하지 못하였다. 1969년에는 3선 개헌을 통과시켰다.
또한 1970년대에 들어와서 국내 노동자 수가 크게 늘어나고 민주화 운동의 진전과 함께 국민들의 사회 의식이 높아지면서 노동 운동이 활발해지기 시작하였다. 임금 인상, 노동 조건 개선, 기업가의 경영 합리화와 노동자에 대한 인격적 대우 등을 주장하는 노동자들의 시위가 전국에서 거세게 일어났다.
박정희 정부는 반공주의를 국가 정책으로 내걸고 반공주의 교육을 강화하고 능률과 실질을 중시하는 기능 양성 교육에 중점을 두었다. 이런 상황에서 교육 자치제는 명목상으로만 존재하고 교육의 중앙 집권화와 관료적 통제는 계속되었다. 1968년에 발표한 국민교육헌장은 이 시기 교육의 방향을 제시한 것이었다.
제3공화국은 1972년 10월 17일 헌법을 개정하여 유신체제로 전환하면서 끝났다.

#### 제4공화국
제4공화국(第四共和國)은 1972년 10월 유신으로 수립된 한국 네 번째 공화 헌정 체제로서 유신 체제로 불리기도 하는 대통령 1인 독재 체제이다. 1971년 대통령 선거에서 대통령 후보로 출마한 김대중 후보를 간신히 이기고 당선된 박정희 대통령은 더 이상 국민들이 박정희를 지지하지 않는다는 점을 알고, 장기집권에 위기의식을 느끼게 되었고, 1972년 7.4 남북 공동 성명을 이용해서 1972년 10월 17일 당시 헌법을 개정하면서까지 박정희 1인을 위한 장기 집권을 추구하여 전국에 비상계엄령을 선포하고 국회 해산, 정당 활동 중지, 일부 헌법의 효력 정지 등의 긴급조치, 비상조치를 발표하였다. 이어서 대통령이 직접 3분의 1의 국회의원들을 선출하여 유신정우회 조직, 통일주체국민회의를 구성했다. 통일주체국민회의를 통한 대통령 선거의 간선제 실시와 6년 임기에 중임 허용 및 대통령의 국회 의원 1/3 임명, 대통령의 국회 해산권, 긴급 조치권 보호 등 대통령의 독재 체제를 강화했던 것이 유신 헌법의 특징이다. 11월 21일 국민 투표로 유신 헌법을 확정하였고, 12월 15일 대통령으로 박정희를 선출, 27일 취임했다. 이것이 10월 유신이다.
그 뒤 유신정권은 경제개발에서는 고속도로를 계속 건설하고, 현대건설등 국내 건설업체들의 중동 진출 및 수출 100억달러 달성과 중공업 육성, 전자, 철강, 조선, 자동차 산업 육성, 지하철 1호선 개통 등을 이루어내고, 현대그룹, 금성사, 삼성그룹, 대우그룹 등 각종 기업의 성장을 이루어냄으로써 한강의 기적을 일으켰다. 하지만 이후 박정희 유신정권은 독재체제를 강화해서 국민들을 계속 탄압했다. 이로써, 민주적 헌정 체제를 부정하는 독재 체제를 구축하여 '다시는 되풀이 돼서는 안될 민주주의의 암흑기'시기였다. 제4공화국은 민청학련 사건, 인혁당 사건, 김대중 납치사건 등 민주화 세력들을 탄압하였다. 국민들은 이러한 박정희의 유신체제 행위에 항거하였다. 부마 민주 항쟁을 비롯한 민주주의를 열망하는 국민들의 독재 체제에 대한 끊임없는 저항 속에서 1979년 10·26 사건이 일어나 유신 체제는 막을 내렸다. 당시 국무총리였던 최규하가 대통령직을 대행으로 승계하였다. 최규하는 국민들에게 유신 헌법의 개정과 민주적 선거를 약속한다. 최규하 대통령 스스로도 한시적인 관리 정부를 자청하여 정치권에서 개헌 논의가 활발하게 일어났다. 하지만 신군부는 정치권과 학생 운동권의 민주 헌법 개정 요구를 탄압하였고, 군부 주도로 개헌 작업을 펼치며 제5공화국을 설립하였다.

#### 제5공화국
제5공화국(第五共和國)은 1979년 12·12 쿠데타와 1980년 5·17 쿠데타 이후 헌법 개정을 통해 탄생한 대한민국의 다섯 번째 공화국이다. 박정희 정권이 10·26 사건으로 무너진 뒤, 잠시 최규하 국무총리가 대행하는 체제를 거친 뒤 12·12 군사 반란을 통해 정권을 잡은 군인 전두환이 제5공화국을 탄생시켰다.

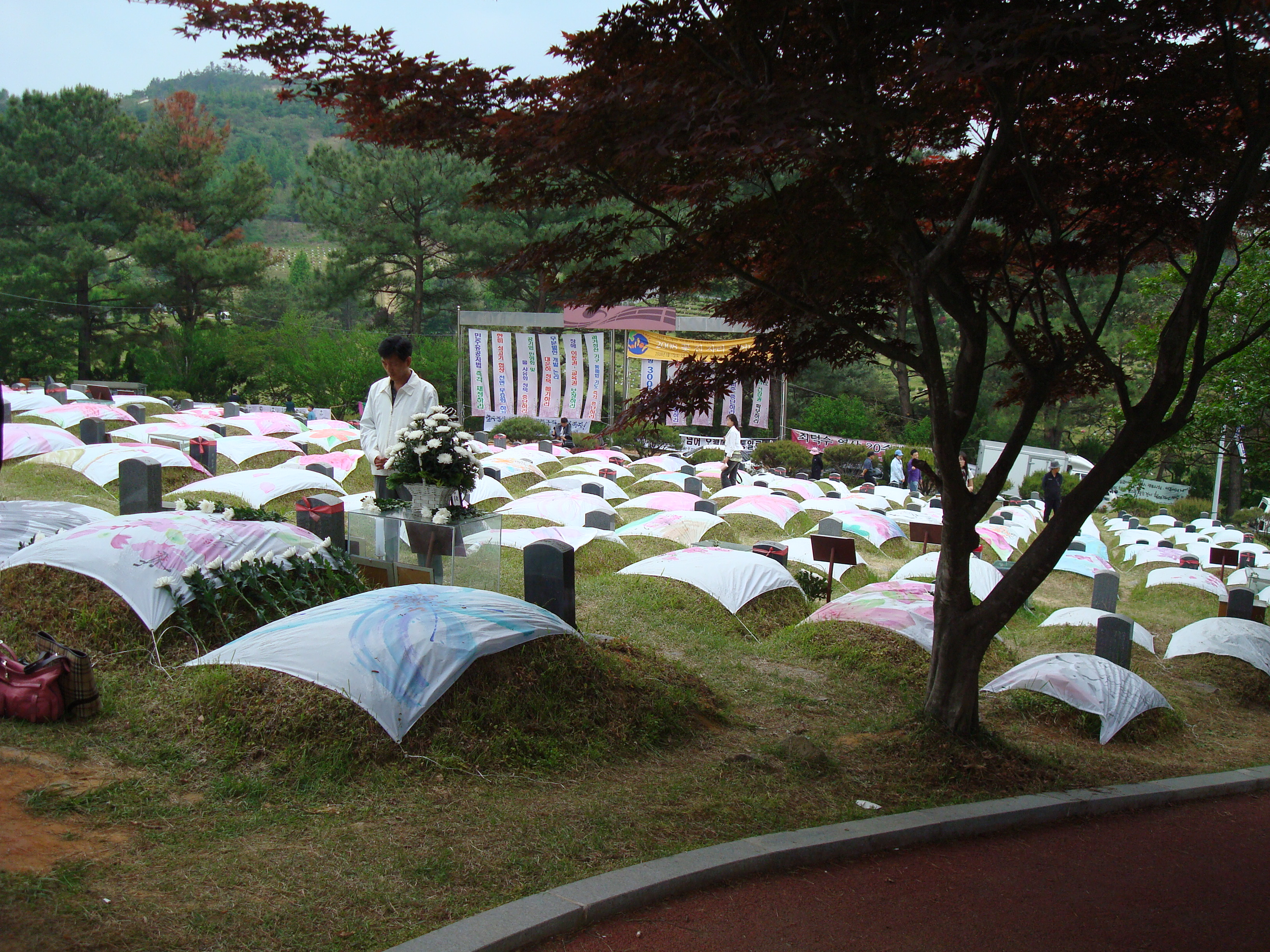
5·18 민주화 운동 희생자들이 잠든 광주 망월동의 5·18민주묘지

10·26 사건으로 새로 등장한 이른바 신(新)군부 세력은 1979년 12월 12일 병력을 동원하여 군권을 차지하였다.(12·12 쿠데타) 신군부 세력은 민주화 여론에 부정적인 입장을 취했다. 신군부 세력은 민주화를 요구하는 학생과 유신헌법 개헌을 진행하는 국회를 탄압하고 집권을 하려는 방안을 모색하기 시작하였다. 보안사령부는 보도 검열을 강화하고 K-공작계획 등의 언론 공작을 하였다. 전두환은 보안사령관, 합동수사본부장에 이어, 중앙정보부장에 취임하면서 실세로 떠올랐다. 1980년 5월 초부터 전두환의 지시를 받아, 보안사에서는 '비상계엄 전국확대'·'국회 해산'·'국가보위비상기구 설치'를 골자로 하는 집권 시나리오를 기획하였다. 신군부 세력은 5월 17일 비상계엄을 전국으로 확대하고, 계엄포고령을 발표하여 정치활동 금지·보도 검열 강화·대학교 휴교령·집회 및 시위 금지 등의 조치를 내렸다. 동시에 정치인과 재야인사 600여명을 불법 연행하고 군병력을 동원하여 국회를 폐쇄하였다. 신군부는 이와 같은 5·17 쿠데타를 일으켜 정권을 장악하였고, 5·17 쿠데타에 항거한 5.18 민주화운동을 유혈 진압하였다. 신군부는 5월 17일 계엄령을 선포하여 민주주의를 탄압하였고, 광주 민중 항쟁을 비롯한 국민들의 민주화 요구를 무력으로 진압한 뒤 5월 30일국가보위비상대책위원회를 설치하고, '공직자 숙정'·'언론 강제 통폐합' 등으로 실질적인 통치권을 행사하였다.
신군부 세력은 1980년 10월, 7년 단임의 대통령을 유신헌법과 유사하게 통일주체국민회의를 통한 간접 선거로 선출하는 헌법(8차 개헌)을 공포하였고, 전두환이 대통령으로 선출되어 1981년에 제12대 대통령직에 취임식을 했다. 이에 따라 국민들의 민주화에 대한 기대는 다시 좌절되었다. 전두환 정부는 '정의 사회 구현, 복지 사회 건설' 등을 통치 이념으로 내세웠으며 이후 한편으로는 유화책을 실시하여 3S정책과 법관의 대법원장 임명권 재부여 및 과외금지, 야간통행금지 해제와 교복 자율화 등을 했고, 임기 중반에는 3저 호황으로 경제가 최호황기를 누리기도 했으며, 서울 올림픽과 서울 아시안 게임을 유치하고 자본 자유화 정책에 따른 금융시장 개방화 정책 추진 등으로 대한민국의 국제 이미지 향상에 공헌하기도 했으며 지하철 2, 3, 4호선의 개통 등으로 교통을 편리하게 하는 등 공적도 있었으나 언론 탄압, 녹화사업 등 민주화 운동 탄압, 삼청 교육대 등으로 민주화 운동을 탄압하고 인권을 유린하였고, 얼마 안 가 국민적 저항에 부딪히게 되었다. 1987년에 전두환 정부는 4·13 호헌 조치를 통하여 다음 대통령 선거도 제5공화국 헌법에 따라 실시한다고 발표하였다. 제5공화국 헌법에 따르면, 간선제였기 때문에 당연히 민주화하고는 거리가 멀 수밖에 없었다. 당시 국민들의 민심도 박종철 고문치사 사건 등으로 민주화에 대한 강한 열망이 있었기 때문에 이는 6월 항쟁으로 이어졌다. 결국 당시 대통령 후보였던 노태우가 5년 단임에 대통령 직선제를 골자로 하는 6·29 선언을 발표하였다. 결국 1987년 6월 항쟁으로 제5공화국은 막을 내리게 되었다.

### 민주화 이후

#### 제6공화국
제6공화국(第六共和國)은 1987년의 6월 항쟁의 결과로 1987년 10월 29일 대통령 직선제를 핵심으로 한 개정된 민주적인 헌법에 의해 성립되어 현재까지 헌법 개정 없이 지속되고 있는 공화국이다. 광주 민주화 운동, 6월 항쟁 등에서 표출된 국민들의 민주화 열망은 제6공화국을 탄생시키는 배경이 되었다.

##### 노태우 정부(1988년~1993년)
6월 항쟁 이후 첫 번째 대통령 선거에서는 신군부 출신의 노태우가 당선되어 북방 정책을 추진하였다. 또한 유엔에 남과 북이 함께 가입하였으며, 남북 고위급 회담이 열리고, 서울올림픽 등이 열리고 문화·체육의 교류가 이루어지는 등 적극적인 대북 외교를 펼쳤다. 그리고 경제적으로는 호황이 지속되고 있었고, 1기 신도시 등이 건설되기도 했다.
6월 항쟁이라는 민주화 요구가 받아들여졌음에도, 민주주의가 미완의 발전일 수밖에 없었던 건 당시 1987년의 대통령 선거에서 민주정의당 후보인 노태우가 지역적 기반(TK:대구, 경북)을 바탕으로 단일화에 실패한 야당 후보들을 근소한 차이로 누르고 당선되었던 점이다. 하지만 이듬해 1988년 총선에서는 집권여당이 참패함으로써, 여소야대 정국이 만들어지며 정국 운영에 어려움을 겪는다.
1990년, 노태우 정부는 통일민주당의 김영삼 총재와 신민주공화당의 김종필 총재와의 3당 합당을 통해 거대 여당인 민주자유당을 만들어 이를 극복하고자 하였다. 노태우 정부는 비록 북방 정책의 성과를 거두고 UN에 남북한이 함께 가입 하는 등 평화 시대를 열였다는 긍정적인 평가도 받는다.
하지만 수서 택지지구 비리 사건과 국가안전기획부 흑색선전 사건, 낙동강 페놀 오염 사건, 그리고 국군보안사령부 민간인 사찰 사건 등이 터지면서 1992년 총선에서는 불과 1석 차이로 패배하지만 원내1당을 지켰고 대선에서도 민주자유당 김영삼 후보가 당선되면서 정권을 유지하는 데 성공한다.

##### 문민정부(김영삼 정부, 1993년~1998년)
1993년 문민정부가 출범하였다. 대통령 김영삼은 최초의 부패 일신 정책을 펼쳤으며 금융실명제 및 역사 바로세우기 운동 등 추진하였다. 또한 지방 자치제를 다시 실시하였다. 그러나 대북관계는 냉각되었고, 1997년 IMF 구제금융사건이 일어남으로써 국가 경제난을 겪게된다.
1992년 대통령 선거에서는 87년 대통령 선거에서 단일화에 실패했었던 김영삼, 김대중이 모두 나왔으며 현대그룹 회장 정주영도 출마하였다. 결과는 자유민주당 김영삼 후보의 당선이었다. 김영삼 정부(문민 정부)는 최초의 민간인 정부라는 상징성이 있었으며, 금융 실명제, 하나회 해체 등을 단행하며 부정부패 척결을 위해 노력하였으며, 신군부 세력을 법정에 세우는 등의 과거사 청산 작업도 실시하였다. 또한, 지방 자치제의 전면적 실시를 단행하며 수직적 권력 분립에도 한 걸음 다가섰다. 하지만 이 정부가 근본적으로 군사독재 세력과의 합당을 통해 탄생한 정부이며, 그리고 재벌의 견제도 있었기 때문에 개혁 노력도 한계가 있었다. 게다가 의욕적으로 추진한 WTO와 OECD 가입과 같은 세계화 정책은 오히려 부메랑이 되어 외환 위기를 불러오게 되었고, 게다가 문민정부 시기에 일어난 각종 대형참사와 대통령 김영삼 아들의 비리를 비롯한 각종 공직자 비리 논란까지 불거지면서 낮은 지지율로 불명예스럽게 임기를 마친다. 게다가 1997년 대통령 선거에서 여당 후보가 이회창과 이인제로 분산 출마하면서 결국 정권 재창출에 실패한다.

##### 국민의 정부(김대중 정부. 1998년~2003년)
국민의 정부(김대중 정부)는 IMF 금융위기 등 극복하는데 중점을 두었다. 이어서 남북 화해 협력 정책을 추진하여 남북 교류를 크게 활성화시켰다. 그러나, 경제정책과 측근 비리 문제는 비판의 대상이 되기도 한다.
1997년 대통령 선거에서는 92년에 낙선한 새정치국민회의 김대중 후보가 4수 끝에 당선되어, 처음으로 수평적 정권 교체를 이루어냈다. 김대중 정부(국민의 정부)는 햇볕 정책과 그 구체적 성과물인 제 1차 남북 정상 회담을 치러냄으로써 남북 평화에 기여했으며, 복지의 근간이 부실한 대한민국에 기초생활보장제도 등을 도입하며 복지의 기본 틀을 마련했으며, 평소 인권에 대한 지론을 바탕으로 국가인권위원회를 설립하고 관련 법을 제정하여 인권을 한 걸음 진전시켰으며, 무엇보다도 1997년 IMF에 구제금융을 받으며 어려움에 처했던 나라 경제를 빨리 회복시켰으며, 전 세계적 스포츠 행사였던 2002년 FIFA 월드컵을 무난히 치러냈다는 점과 같은 긍정적인 평가가 있다. 그러나 김영삼 정부와 사실상 마찬가지로 정권 말기에 아들들이 비리로 구속되며 임기 말에 치러진 2002년 지방선거에서 패배하는 등, 김영삼 대통령과 마찬가지로 순탄치 않게 임기를 마친다. 또한 국·공기업 매각과 고용 유연화와 같이 대한민국에 본격적으로 신자유주의적 경제정책을 도입하는 등 잘못된 경제 처방을 하는 바람에 복지와 시장경제를 병행하겠다는 말과는 다르게 되려 양극화를 심화시키는데 앞장섰다는 비판도 받는다. 그러나 2002년 대통령 선거에서 노무현 후보가 당선되면서 정권 재창출에는 성공을 한다.

##### 참여정부(노무현 정부, 2003년~2008년)
참여정부(노무현 정부)는 '국민들과 함께 하는 민주주의, 더불어 사는 균형 발전 사회, 평화와 번영의 동북아시아 시대' 등을 제시하였다. 그러나 한미FTA, 4대 개혁 입법 등의 처리 과정에서는 보수세력과 일부 진보세력의 비판을 받기도 하였다.
노무현 정부(참여 정부)는 2002년 대통령 선거에서 새천년민주당 노무현 후보가 1997년 낙선한 뒤 재출마한 이회창 후보를 근소한 차로 누르고 당선되어 2003년에 성립되었다. 취임 초기에는 권위주의를 타파하는 정책을 펼치면서 높은 지지율로 국정운영을 펼쳤지만, 점차 참여정부 측근들의 비리가 드러나면서 지지율이 계속 하락했다. 이로 인해서 참여정부 시기 2004년, 헌정 사상 유례없이 노무현 대통령 탄핵 소추가 의회에서 가결되었으나, 이는 여론의 역풍을 맞아 한 달 뒤 치러진 제17대 총선에서 집권당이었던 민주개혁세력 열린우리당이 원내 다수당이 된다. 이런 안정적인 기반을 바탕으로 김대중 정부가 시작한 복지의 기본 틀을 유지하며 종합부동산세 도입과 파격적 인사 단행등을 거치며 균형 발전 및 권위주의 타파와 같은 과거사 청산 작업을 위해 노력하였으며 민주주의를 정착시켰다는 평가를 받는다. 또한 비록 위헌으로 판결나긴 했지만 행정수도 이전도 추진하였다. 그럼에도 불구하고, 4대 개혁 입법과 같은 각종 개혁 정책의 실패와 이라크 파병으로 지지층에게 실망감을 안겨주었고, 역시 김대중 정부의 신자유주의적 정책과 맥을 잇는 한미 FTA 등을 추진하여 양극화를 심화시켰다. 또한 노동자에 대한 탄압이 줄지 않는 등 겉모습만 요란했을 뿐, 실제로는 서민을 위한 정치를 하지 않았다는 비판도 받는다. 이러한 연유로, 2006년 지방 선거에서 야당에게 완패를 당하는 등, 다른 역대 대통령들과 마찬가지로 임기 말에 낮은 지지율로 극심한 레임덕을 겪었다. 위와 같이 국민들의 노무현 정부에 대한 실망감으로 2007년 대통령 선거에서는 한나라당 이명박 후보가 유례없이 여당 후보인 2위 정동영을 500만 표차로 따돌리고 당선되었고, 참여정부는 2008년 2월 25일에 막을 내렸다.

##### 이명박 정부(2008년~2013년)

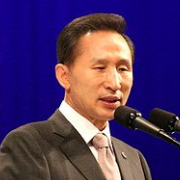
대한민국 제17대 대통령인 이명박 전 대통령

2008년에 실시된 제18대 총선에서도 집권당인 한나라당이 압승을 하며 안정적인 정국 운영을 할 듯 보였으나, 총선 직후에 논란이 된 광우병 의혹 미국산 쇠고기 수입 논란과 광우병 사태로 인해 벌어진 대규모 촛불 시위로 임기 초반부터 지지도가 급격히 하락하며 정국 운영에 어려움을 겪었다. 그러나 한 때 베이징 올림픽과 같은 국제 호재를 이용하여 위기를 잠깐 타개하는 듯 했지만, 2008년 말에 이어진 국회 파행 등으로 인해서 계속 국정 운영에 어려움을 겪었다. 그리고 2009년 5월에는 전직 대통령인 노무현이 자살로 생을 마감했다. 이때 정부는 장례 과정을 미온적으로 처리했고 이는 당시 검찰의 편파적 수사 의혹과 겹치며 다시 한번 정권에 위기를 가져다 주는 듯했으나, 얼마 뒤 8월에 김대중이 병사했을 때는 국장으로 대우하는 등 적극적으로 임하였고 이는 정부의 친서민 슬로건과 겹치며 국정 지지도 상승으로 이어졌다. 하지만 독단적 정국 운영은 근본적으로 달라지지 않아, 미디어법 처리와 새해예산안 처리 등의 과정에서 불협화음으로 인해서 지방선거 직전 천안함 사건이 터져 여권에 유리할 것이라는 예상에도 불구하고 2010년 지방 선거에서 패배하였다. 또, 북한에 반대적인 친자유민주적인 정권운영을 펼쳤다. 5.24 조치도 이러한 것이라고 보면 된다. 이는 북한을 고립시키는데 큰 성공을 거두었으나 이에 따라 북한과의 마찰이 빚어져 금강산 관광객 피살사건, 대청해전, 천안함사건과 연평도포격사건이 터졌다. 그럼에도 국제적 위상은 높아져 2009년 말에는 UAE에서 원전 수주를 이룩했고 2010년에는 서울 G20 정상회의를 개최하였다. 또한 2011년에는 평창동계올림픽을 유치하고 한미FTA를 타결했을 정도로 국제적 인지도 상승에도 기여했다. 하지만, 정권 후기에 들어서는 내곡동에 위치한 사저와 관련한 논란과 4대강 사업의 부실공사 및 자연파괴와 관련한 논란, 불법 민간인 사찰로 인한 논란, 그리고 선관위 디도스 공격 사건 논란 및 박정근 사건 조작 논란이 확산되고 있었다. 그러다 박근혜 비대위원장의 한나라당 쇄신 및 핵안보 정상 회의와 여수 엑스포로 지지율이 반등하여 19대 총선에서 집권여당인 새누리당이 이기는 현상을 보이기도 했다. 2008년 미국발 경제 위기를 탁월하게 넘어가는 등, 경제 관련 정책에서는 금융위기 극복, 국가신용등급 향상, 원전 수주 등 어느 정도의 성과가 있었지만, 빈부격차와 양극화가 심화됐다는 지적도 받는다.

##### 박근혜 정부(2013년~2017년)

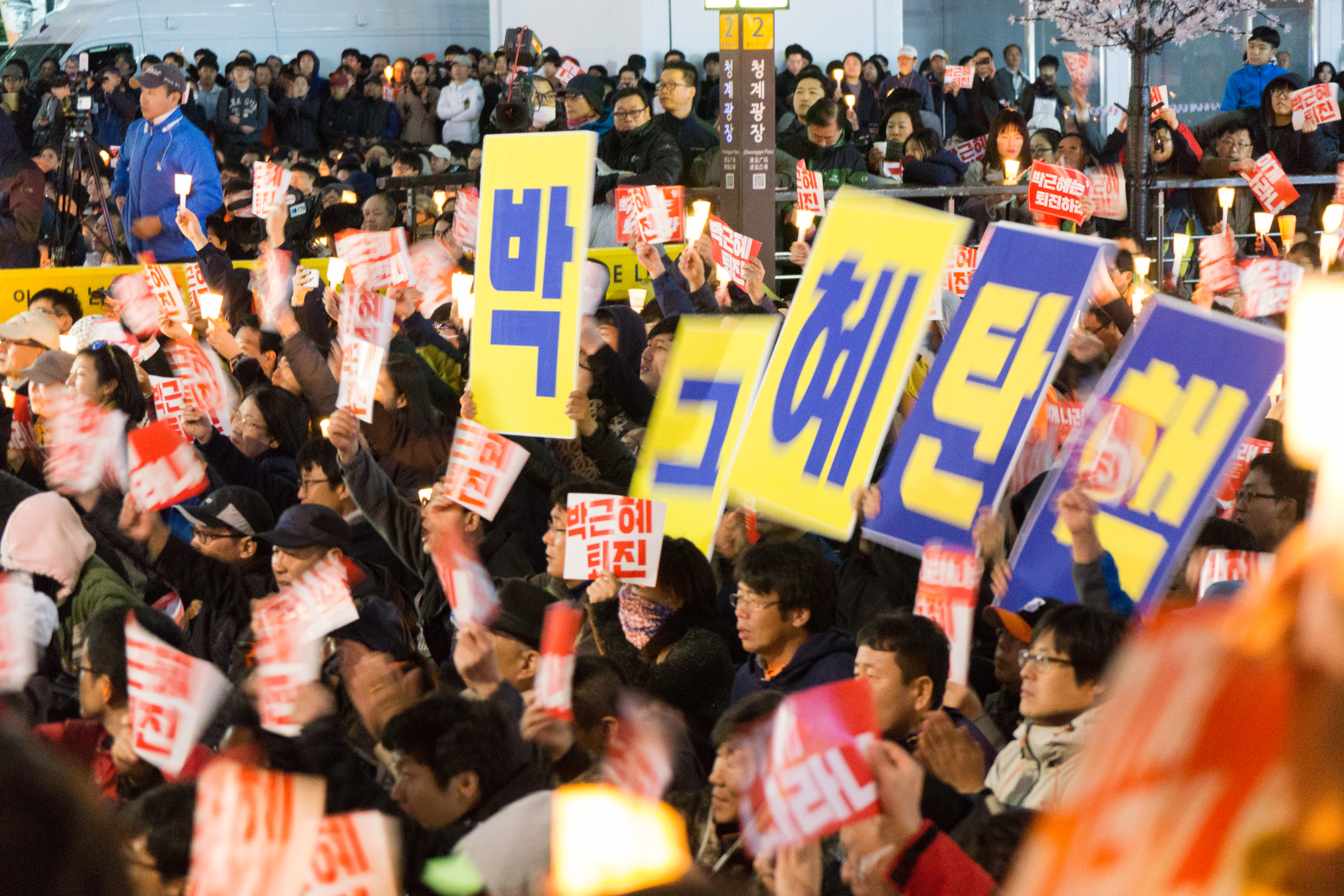
박근혜 대통령 퇴진 운동. 6월 항쟁 이후 최다 인원이 참가한 것으로 추정된다.

박근혜 정부는 박근혜가 2013년 2월 25일 대한민국의 제18대 대통령으로 취임하면서 시작되었다. 그러나 취임 초부터 국정원의 선거 개입 의혹이 제기되면서 출범부터 논란에 휩싸였다. 하지만 임기 초반기였던 2013년부터 2014년까지는 여러 나라와의 외교와 창조경제 및 수서발고속철도 설치 등으로 국정운영을 이끌어나갔고 지지율도 안정적이었다. 그러나 임기 초에 윤창중 성추행 의혹과 김학의 성접대 의혹이 불거지면서 지지율이 잠깐 하락세를 걸었으나 이후 안정적인 지지율을 회복했다. 하지만 2013년 말에 철도노조 파업 당시의 민영화 논쟁 등으로 잠시 지지율이 잠깐 하락하기도 했으나, 새해 국정운영 계획 발표, 경제혁신 3개년 계획 등으로 안정적인 지지율을 회복했다. 하지만 2014년에 터진 세월호 참사 때 재난 대책에 미숙한 모습을 드러내어서 비판을 받았고 지지율이 계속 하락했다. 하지만 이후 제6회 전국동시지방선거에서 나쁘지 않은 성적을 거두었고 선전했고 2014년 재보궐선거에서 새누리당이 승리하면서 이후 인천 아시안 게임 개최와 교황 방한 등으로 인해 지지율이 다시 상승했으며 이후에도 사회인프라 확충, 헌법재판소를 통한 통합진보당 해산 등으로 국정운영을 이끌어 나갔다. 하지만 2014년 말부터 2015년 초까지 불거진 정윤회 문건 유출 사건으로 다시 지지도가 하락했으며, 이후 다시 위기에 빠졌으나 여러 나라와의 외교와 대북 강경책 등으로 계속 안정적으로 국정운영을 이끌어 나갔다. 그러나 2015년 4월에 터진 새누리당 성완종 전 의원 사망사건과 경남기업 정치권 금품 제공 의혹으로 인해서 다시 지지율이 하락했으며, 2015년 6월에 터진 메르스 사태에서도 재난 대책에 미숙한 모습을 드러내면서 계속해서 지지율이 하락했다. 그러나 이후에는 안정적인 지지율을 회복하였으며 연이어 2015년 재보궐 선거에서도 승리를 했고, 그 이후에도 계속 북한에 반대하는 정권운영을 펼쳤다. 이는 북한을 고립시키는데 큰 성공을 거두었으나 이에 따라 북한과의 마찰이 다시 벌어져서 2015년 여름 DMZ 목함지뢰 폭발사건과 서부전선 포격사건이 일어났으며, 이에 박근혜 정부는 대북확성기 방송도 재개를 했다. 그 이후에는 노동개혁과 4대 개혁법안 추진, 국정교과서 추진, 한일 위안부 합의, 원샷법, 개성공단 중단, 테러방지법 국회 본회의 통과 등으로 계속 국정운영을 펼쳤으나 이 과정에서 많은 졸속 추진과 사회적 비판과 갈등을 겪었고 2016년, 제20대 국회의원 선거에서 여당인 새누리당이 1석 차이로 더불어 민주당에게 패배하고 여소야대 국회가 다시금 등장하면서 정치적 위기를 맞았다. 그리고 이후에 한진해운 사태, 보수성향 단체 어버이연합 관제시위 의혹, 우병우 청와대 민정수석의 의혹, 주한미군 THAAD 배치 논란 등으로 지지율에 큰 진통을 겪었다. 그래도 2016년 중반기까지는 중동외교와 동남권 신공항 무산, 김해국제공항의 확장, 성과연봉제, 사드 배치 등의 국정운영으로 지지율을 약간 정도 유지했다. 하지만 2016년 말, 최순실 등의 민간인이 국정을 농단하였다는 의혹이 제기되었고, 지지율이 급격히 하락하면서 박근혜에 대한 퇴진 운동이 거세지자, 12월 9일 대한민국 국회에서 박근혜 대통령이 탄핵되었다. 그 다음해인 2017년 3월 10일에 헌법재판소에서 국회의 탄핵 소추안을 인용하여 박근혜가 파면되면서 박근혜 정부는 임기는 종료되었다. 그리고 박근혜 정부의 임기 종료 이후 박근혜 정부의 3번째 국무총리 황교안은 2017년 5월 9일까지 대통령 권한대행을 맡았다.

##### 문재인 정부(2017년~2022년)
문재인 정부는 박근혜 대통령이 탄핵 파면되고 난 뒤인 2017년 5월 9일에 제19대 대통령 선거에서 경상남도지사 출신 홍준표 자유한국당 후보를 누르고 당선이 되고, 다음날인 5월 10일 오전 8시 9분에 기하여 출범했다.

##### 윤석열 정부(2022년~2025년)
윤석열 정부는 2022년 3월 9일에 실시한 제20대 대통령 선거에서 경기도지사 출신 이재명 더불어민주당 후보를 누르고 당선이 되었다. 2022년 5월 10일, 5년 임기가 시작되었다. 그리고 2024년 12월 3일에 2024년 대한민국 비상계엄이 선언 되었고 대한민국 제22대 국회에 의해 해제되었으며 이를 이유로 2025년 4월 4일 윤석열 대통령이 탄핵되었다.

## 경제사
대한민국정부 수립이후, 한국전쟁 등 겪으면서 한국의 경제 발전은 이승만 정권의 경제관료 양성으로 시작하여, 국토재건사업 등을 전개하였다. 1950년대에 미국으로부터 원조경제체제로 잉여농산물, 소비재 등 무상지원을 받아가면서 식량문제 해결에 도움이 되었다. 이 시기에는 삼백산업이 발달했다. 그러나, 1950년대에는 생산재 산업의 부진으로 인해 공업부분의 불균형 현상이 드러났고, 국내 농산물 가격 하락과 밀, 면화 생산에 타격을 받아 농업기반이 파괴되었다. 또한, 1958년에는 미국의 경제불황으로 원조가 감소하여 유상차관으로 전환하였는데, 이무력 50년대 말에는 폐농, 이농이 증가하면서 국내의 경기는 불황을 겪어야 했다.
1960년대에는 4.19 혁명으로 세워진 장면 정권에 의해 기존에 양성된 경제관료를 중심으로 경제 개발 계획이 준비되었으나 5·16 군사정변 발발로 실행되지 못했다. 제3공화국 정부는 경공업 중심의 1, 2차 경제 개발 5개년 계획 등 추진하여 발전해 나아갔고, 수출산업 육성과 사회 간접자본 확충했다. 이어서 베트남 전쟁에 따른 특수 등 경제 발전해 나아갔다.
1970년대에는 철강, 조선, 전자 등 수출 주도형 중공업을 육성하여 전개해 나아갔지만, 이러한 과잉 투자와 1973년 1차 오일 쇼크, 1978년 2차 오일 쇼크로 국제 수지가 악화되고 높은 인플레이션과 마이너스 경제 성장을 배경으로 하였다. 그래서 이를 극복하고자 수출과 건설업의 중동 진출등 장려하여 오일 쇼크를 극복하고자 하였다. 1973년 이후 박정희 정부의 중화학공업 발전 정책으로 철강, 전자, 조선 산업 등이 크게 발달하였다.
1960년대와 1970년대에 대한민국 경제는 고도성장과 수출증대, 국민생활 수준에 크게 향상되어 발전했다. 그러나, 해외 기술과 자본의 의존도가 심화되었다는점과 농촌 피폐, 산업의 불균형 현상 심화, 공해문제, 노동문제 등 '빛과 그림자'가 극명하게 나타냈다.
1980년대 전두환 정권은 1970년대때 중화학 공업에 대한 과잉 투자 정책에 대해 조정하고 부실기업을 정리하려고 하였으며, 자본 자유화 정책에 따라 금융 시장의 개방을 추진하였다. 그러나 이러한 구조조정은 실패하였고 재벌 위주 대기업의 국민 경제에서 차지하는 비중은 확대되었으나, 이 시기에 3저 호황(원유·달러·금리) 바탕으로, 경제는 안정될 수 있었다.
1990년대에는 자본, 금융시장을 개방하였고, 1993년에 우루과이 라운드를 통해 쌀개방을 추진하였다. 1995년에는 세계무역기구(WTO)가 설립하였을 때 가입했다. 이 시기에 농업등 1차 산업이 큰 타격을 받게된다. 1996년에는 경제협력개발기구(OECD)에 가입하였으나 곧이어 1997년에 IMF 구제금융사건으로 인해 각 기업들이 줄줄이 파산하여 경제난을 겪게된다. 이 시기에 경제난을 극복하고자 금모으기 운동, 신자유주의 경제정책(4대 부분 개혁)추진해 나아갔고, 2001년이 돼서야 IMF 관리 체제를 벗어났다.
그 후 노무현 정부의 꾸준한 경제 개혁을 통해 2007년까지 매년 백억 달러 이상의 경상흑자와 평균 4%대의 경제발전을 이루어 명목 국민소득 2만 달러, 실질 국민소득 2만 5천 달러를 이루었다. 하지만 노무현 정부의 경제 성장은 세계 평균에 미치지 못한다는 목소리가 높다.
2008년, 리먼 브라더스의 부도로 인한 경제 위기가 대한민국을 강타하였으나, 이명박 정부의 경제 정책으로 인하여 큰 위기는 모면할 수 있었지만, 체감적 경기는 악화되었다.

## 문화사
일제의 탄압과 왜곡 속에서 파괴되었던 한국의 전통 문화는 미국 문화의 무분별적인 유입으로 더욱 어려움을 겪게 되었다.

### 교육의 확대
일제로부터 광복을 맞이하여, 자유로운 학문과 교육이 가능해졌다. 미군정기의 일제의 식민 교육을 대신하여 미국식 민주주의와 6-3-3학제가 들어왔다. 그러나 피폐해진 한국 사회의 현실과 민족 교육 이념을 무시한 채 양적 확대에만 치중하여 미군정의 교육 정책은 한국인들과 갈등을 빚기도 하였다.
교육의 자유화가 이루어지면서, 그에 따른 교육열이 높아져갔다. 특히 정부수립 이후 초등교육에 대한 의무교육이 시작되면서 교육 인구가 늘어갔고, 이를 바탕으로하여 1960년대 경제 성장의 밑바탕이 되었다.
그러나 지나친 교육열은 사회문제가 되기도 하였다. 좋은 학벌을 가지기 위한 파행적인 학교 수업과 과외 열풍 등 특히 무즙 파동이 대표적인 예이다. 이를 완화하기 위하여 1970년대 중학교, 고등학교의 무시험 선발 제도가 지역별로 확산되었으며, 1980년대 전반에는 신군부의 유화정책으로 과외금지가 시행되기도 하였다.
1980년대 이후로 교육은 양적으로 더욱 확대되었는데, 고등교육이 확대되고, 이를 대중화하기 위한 통신대학이나 산업대학 등 다양한 형태의 대학들이 설립되었다.
경제력이 높아지면서 사교육에 대한 투자는 급증하고 있는데, 공교육에 대한 투자는 이에 전혀 못 미치고, 사회 변화에 적절히 대처하지 못하고 있다.

### 언론 활동의 발달
광복 이후 언론은 양적인 팽창을 거듭하였다. 신문이나 잡지의 발행이 크게 늘어났으며, 라디오나 텔레비전 같은 방송국도 생겨났다. 최근에는 유선 방송이 보급되고, IPTV가 생겨났으며, 인터넷 신문이나 방송도 점차 보편화되었다.
언론은 때때로 정권의 통제를 받기도 했는데, 미 군정과 이승만 정권은 신문에 대한 허가제를 실시하였다. 박정희 정권과 신군부는 언론을 통폐합하고 비판적 언론인들을 구속하거나 해임시키는 등 탄압에 나서기도 하였다.
특히 유신에 대해 비판을 한 언론인들은 언론 자유 수호 투쟁을 벌였으나, 대부분 해직되거나 탄압을 받았다.
전두환이 집권한 제5공화국 시절인 1980년 군부정권에서는 언론통폐합 조치를 시행하였고, 언론 지침을 통해 보도 내용까지 강제로 규정하기도 하였다.
군사 정변으로 정권을 획득한 전두환 정권은 기반을 닦고나서 국민에 대한 유화책을 펼쳤다. 그에 따라 통행금지 해제나 해외 여행 자유화, 교복 자율화, 과외 금지 등이 시행되었다. 1986년 서울 아시안 게임을 개최하였고, 1988년에는 서울 올림픽 게임을 유치하는 데 성공했다. 2002년에는 FIFA 월드컵을 일본과 공동 개최하였다.

## 같이 보기
- 대한민국의 선거
- 아시아의 역사
- 동아시아의 역사
- 조선민주주의인민공화국의 역사
- 한국의 역사
- 대한민국의 대통령 목록
- 대한민국의 정치
- 한국의 선사 시대